# Scaphytopius speciosus
Scaphytopius speciosus är en insektsart som beskrevs av Van Duzee 1923. Scaphytopius speciosus ingår i släktet Scaphytopius och familjen dvärgstritar. Inga underarter finns listade i Catalogue of Life.